# ロドリゴ・リエップ
ロドリゴ・セバスティアン・リエップ（Rodrigo Sebastián Riep, 1976年2月20日 - ）は、アルゼンチン出身の元プロサッカー選手。ポジションはミッドフィールダー。Jリーグ・アビスパ福岡での登録名はリエップ (Riep) であった。

## 来歴
1997年、 CAリーベル・プレートから1年間の期限付き移籍によりアビスパ福岡に加入、1997年7月31日をもって契約解除。

## 所属クラブ
- 1995年  CAリーベル・プレート
- 1996年 - 1997年  エベルトン・デ・ビニャ・デル・マール
- 1997年  アビスパ福岡
- 1998年  CDコブレロア
- 1999年 - 2000年  オリンピアコスFC
- 2000年 - 2002年  カラカスFC
- 2002年  CDコブレサル
- 2003年  クラブ・デポルテス・ラ・セレナ（スペイン語版）
- 2003年  コキンボ・ウニード
- 2003年 - 2004年  UAマラカイボ（スペイン語版）
- 2004年  バルセロナSC
- 2005年  カラボボFC（スペイン語版）
- 2006年  インデペンディエンテ・メデジン
- 2007年  アトレティコ・ジュニオール

## 個人成績
| 国内大会個人成績 | 国内大会個人成績 | 国内大会個人成績 | 国内大会個人成績 | 国内大会個人成績 | 国内大会個人成績 | 国内大会個人成績 | 国内大会個人成績 | 国内大会個人成績 | 国内大会個人成績 | 国内大会個人成績 | 国内大会個人成績 |
| 年度             | クラブ           | 背番号           | リーグ           | リーグ戦         | リーグ戦         | リーグ杯         | リーグ杯         | オープン杯       | オープン杯       | 期間通算         | 期間通算         |
| 年度             | クラブ           | 背番号           | リーグ           | 出場             | 得点             | 出場             | 得点             | 出場             | 得点             | 出場             | 得点             |
| 日本             | 日本             | 日本             | 日本             | リーグ戦         | リーグ戦         | リーグ杯         | リーグ杯         | 天皇杯           | 天皇杯           | 期間通算         | 期間通算         |
| ---------------- | ---------------- | ---------------- | ---------------- | ---------------- | ---------------- | ---------------- | ---------------- | ---------------- | ---------------- | ---------------- | ---------------- |
| 1997             | 福岡             | 10               | J                | 11               | 0                | 5                | 1                | 0                | 0                | 16               | 1                |
| 通算             | 日本             | 日本             | J                | 11               | 0                | 5                | 1                | 0                | 0                | 16               | 1                |
| 総通算           | 総通算           | 総通算           | 総通算           | 11               | 0                | 5                | 1                | 0                | 0                | 16               | 1                |